# Shurgard
Shurgard Self Storage est une société belge, opérateur d'entreposage libre-service présent dans sept pays européens : France, Pays-Bas, Grande-Bretagne, Suède, Allemagne, Belgique et Danemark. Ses centres sont sécurisés et sous vidéo surveillance. Avec 267 centres de stockage, Shurgard est le leader européen du self-stockage.

## Historique
Créé en 1970 aux États-Unis, Shurgard Self Storage a ouvert son premier centre en Europe en 1994 à Forest en Belgique. L'entreprise fait son entrée à la Bourse de Bruxelles le 15 octobre 2018,.
Son chiffre d'affaires est de 335 millions d'euros (2022).
En mai 2020, la société réalise une opération de croissance externe en France et acquiert deux sites Flexistockage en région parisienne. Une 2e opération a lieu en Allemagne la même année avec quatre sites à Munich auprès de Zeitlager.
En 2021, Shurgard réalise deux autres acquisitions à Londres : CitySpace Self Storage et A&A Self Storage.
Shurgard rachète un centre à CityStore Self Storage en mai 2022.
En 2023, Shurgard change de statut d'entreprise et devient une Société d'investissement immobilier cotée (real estate investment trusts (REIT)) basé à Guernesey.
La même année, une nouvelle opération en Allemagne, Top Box, permet d'ajouter cinq nouveaux centres de stockage. 

## Actionnaires

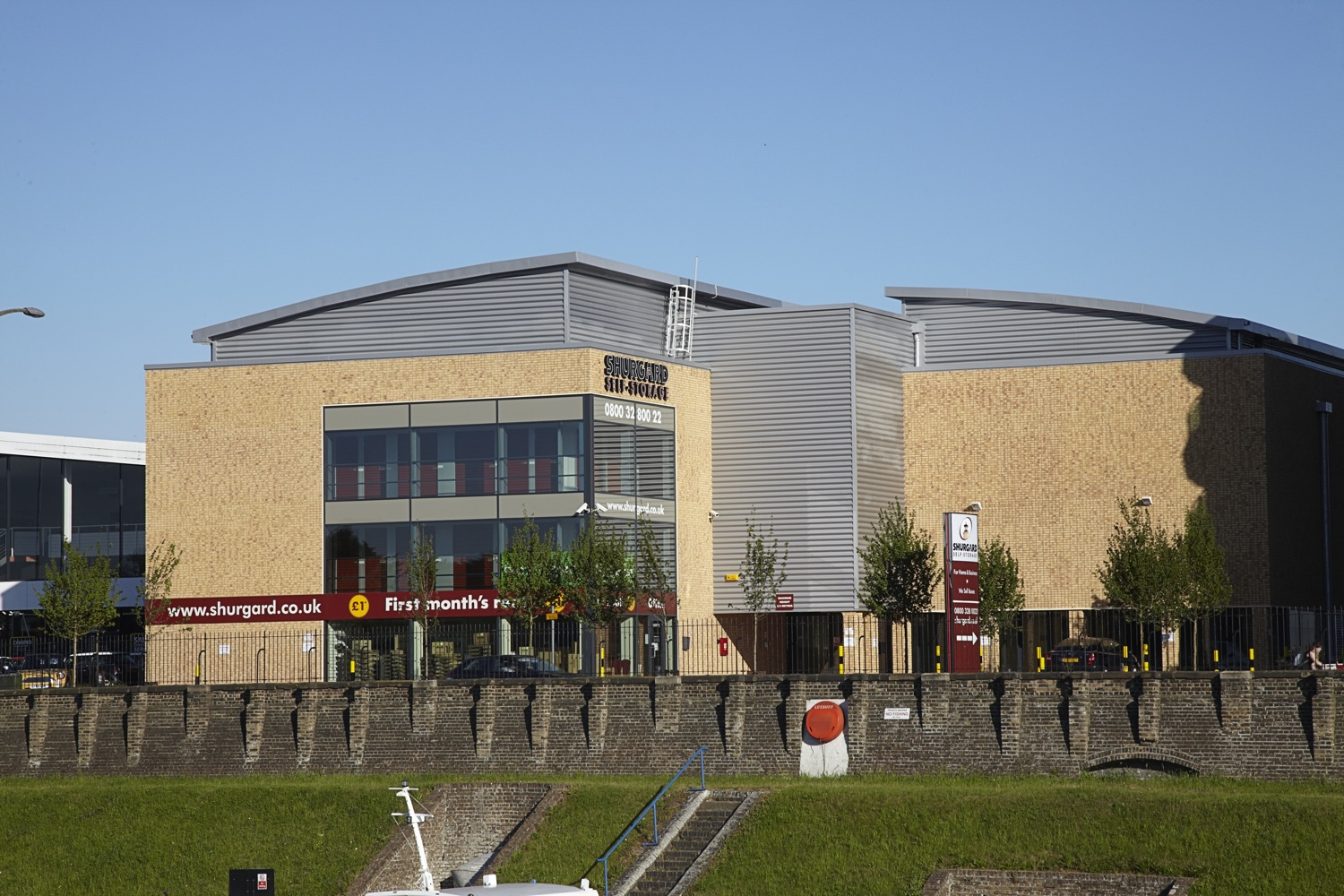
Centre Shurgard près de Londres

Répartition de l'actionnariat au 29 avril 2019 :
| Nom                                                 | Actions    | %      |
| New York State Common Retirement Fund               | 32 544 722 | 36,6 % |
| Public Storage                                      | 31 268 459 | 35,2 % |
| JPMorgan Investment Management                      | 1 121 927  | 1,26 % |
| JPMorgan Asset Management                           | 1 111 658  | 1,25 % |
| Kempen Capital Management                           | 558 491    | 0,63 % |
| Capital Research & Management Co. (World Investors) | 555 000    | 0,62 % |
| Massachusetts Financial Services                    | 466 555    | 0,52 % |
| Rothschild Asset Management                         | 440 000    | 0,49 % |
| Candriam Belgium                                    | 428 655    | 0,48 % |
| PGIM                                                | 420 961    | 0,47 % |